# Enquête à haut risque
Enquête à haut risque est une minisérie irlandaise en six épisodes d'environ 52 minutes diffusée sur Acorn TV du 24 septembre 2017 au 29 octobre 2017 et en France sur France 3 du 28 janvier 2024 au 11 février 2024.

## Fiche technique
- Titre : Enquête à haut risque
- Titre original : Acceptable Risk
- Réalisation : Kenny Glenaan
- Production : James Mitchell, Kathryn Lennon, Anna-Sue Greenberg, Jamie D. Greenberg, Jane Gogan, David Crean, Shane Murphy
- Sociétés de production : Saffron Moon Pictures et Facet4 Media
- Pays d'origine :  Irlande
- Langue originale : anglais
- Format : couleur
- Genre : Drame, thriller

## Distribution
- Elaine Cassidy (VF : Marie Diot) : Sarah Manning
- Morten Suurballe (VF : Philippe Vincent)  : Dr Hans Hoffman
- Angeline Ball (VF : Léovanie Raud) : Lieutenante Emer Byrne
- Lisa Dwyer Hogg (VF : Delphine Braillon) : Nuala Mulvaney
- Geordie Johnson : Lieutenant Charles Duquesne
- Paul Popowich : Lee Manning
- Risteard Cooper (VF : Jérôme Rebbot) : Barry Lehane
- Kate Moran : Anna Coyle
- Rory Nolan : Morrice O'Hanlon
- Gloria Cramer Curtis : Rose Manning
- Elijah O'Sullivan : Eamonn Manning
- Dearbhla Molloy : Marie Heffernan
- Catherine Walker : Deirdre Kilbride
- Karen Ardiff : Officier Bridget MacNally
- Eddie Jackson : Cormac Walsh

## Épisodes
Les épisodes, sans titres, sont numérotés de un à six.

## Audience

### En France
En France, la série est diffusée les dimanches à 21 h 10 sur France 3 par salves de deux épisodes du 28 janvier au 11 février 2024.
| Épisode | Diffusion                | Diffusion     | Audience moyenne          | Audience moyenne                       | Audience moyenne         | Audience moyenne | Réf.  |
| Épisode | Jour                     | Horaire       | Nombre de téléspectateurs | Part de marché (sur les 4 ans et plus) | Part de marché (FRDA-50) | Classement       | Réf.  |
| ------- | ------------------------ | ------------- | ------------------------- | -------------------------------------- | ------------------------ | ---------------- | ----- |
| 1       | Dimanche 28 janvier 2024 | 21:10 - 22:00 | 2 790 000                 | 13,5 %                                 | 2,2 %                    | 1er              | [ 2 ] |
| 2       | Dimanche 28 janvier 2024 | 22:00 - 22:55 | 2 480 000                 | 14 %                                   | 2,2 %                    | 2e               | [ 2 ] |
| 3       | Dimanche 4 février 2024  | 21:10 - 22:00 | 2 040 000                 | 9,9 %                                  | 1,6 %                    | 3e               | [ 3 ] |
| 4       | Dimanche 4 février 2024  | 22:00 - 22:55 | 1 800 000                 | 9,9 %                                  | 1,6 %                    | 3e               | [ 3 ] |
| 5       | Dimanche 11 février 2024 | 21:10 - 22:00 | 1 860 000                 | 9,1 %                                  | 0,7 %                    | 3e               | [ 4 ] |
| 6       | Dimanche 11 février 2024 | 22:00 - 22:55 | 1 750 000                 | 9,8 %                                  | 0,7 %                    | 3e               | [ 4 ] |

- Les plus hauts chiffres d'audience
- Les plus bas chiffres d'audience